# Кам'янка (Білгород-Дністровський район)
Ка́м'янка — село Саратської селищної громади Білгород-Дністровського району Одеської області в Україні. Населення становить 71 особу. Відстань до центру громади становить близько 20 км і проходить автошляхом місцевого значення.

## Історія
19 липня 2020 року, в результаті адміністративно-територіальної реформи і ліквідації Саратського району, село увійшло ло складу новоутвореного Білгород-Дністровського району.

## Географія
Селом тече річка Кантемир.

## Населення
Згідно з переписом УРСР 1989 року чисельність наявного населення села становила 85 осіб, з яких 38 чоловіків та 47 жінок.
За переписом населення України 2001 року в селі мешкала 71 особа.

### Мова
Розподіл населення за рідною мовою за даними перепису 2001 року:
| Мова       | Відсоток |
| ---------- | -------- |
| українська | 77,46 %  |
| молдовська | 11,27 %  |
| болгарська | 9,86 %   |
| російська  | 1,41 %   |